# Ahoren
Ahoren är en kulle i Schweiz. Den ligger i kantonen Zug, i den centrala delen av landet, 90 km öster om huvudstaden Bern. Toppen på Ahoren är 1 162 meter över havet.